# عاشقانه‌های یونس در شکم ماهی
عاشقانه‌های یونس در شکم ماهی یک رمان فارسی در حوزهٔ کودک و نوجوان نوشتهٔ جمشید خانیان است که در سال ۱۳۸۹ منتشر شد. این کتاب به‌عنوان کتاب سال شورای کتاب کودک برگزیده شد.